# Làm mối

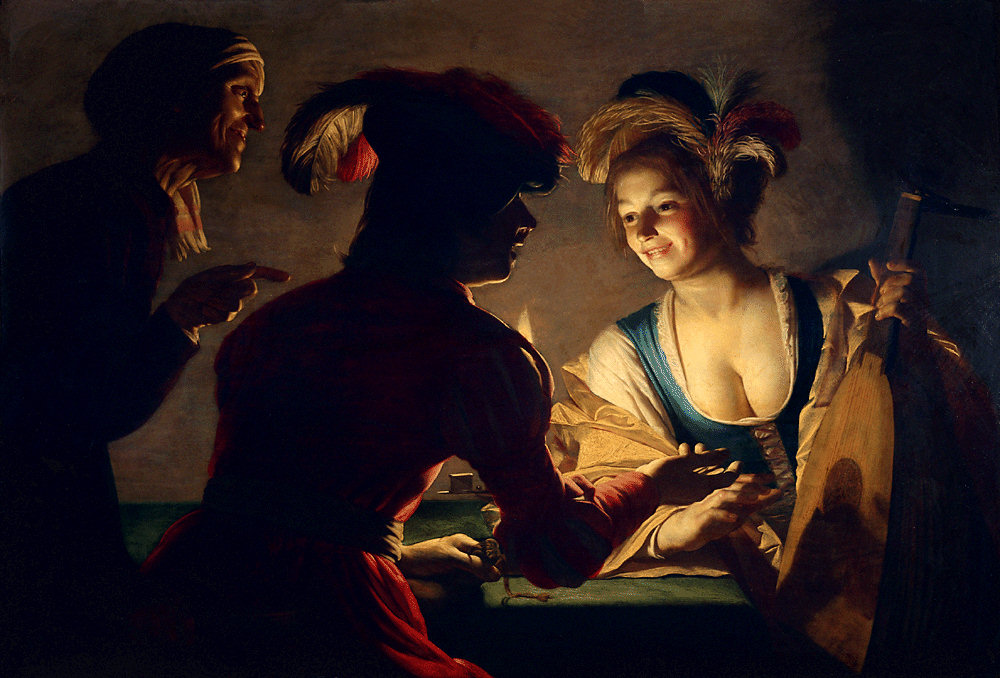
Họa phẩm châu Âu mô tả cảnh làm mối của một phụ nữ già (người đứng ở góc trái) cho một người đàn ông và một phụ nữ trẻ trung

Làm mối, còn gọi là làm mai là việc đóng vai trò trung gian để thu xếp nhằm tiến tới một cuộc hôn nhân. Người làm mối gọi là ông mối, bà mối hay từ cổ là băng nhân. Làm mối là khâu quan trọng trong quá trình kết hôn theo phong tục Việt Nam thời phong kiến và có nguồn gốc từ văn hóa Trung Quốc. Làm mối cũng được dùng để chỉ trung gian trong quan hệ thương mại.

## Phong tục Việt Nam
Nghi thức liên quan đến hôn nhân ở Việt Nam bắt nguồn từ Trung Quốc, do thái thú quận Cửu Chân là Nhâm Diên truyền bá . Việc hôn nhân do cha mẹ của hai bên định đoạt và trong những bước đầu tiên, hoàn toàn nhờ việc làm mối.
- Khi cha mẹ của người con trai tìm được một người con gái môn đăng hộ đối thì việc làm mối bắt đầu. Cha mẹ bên nhà trai chọn ra một người, thường là người thân, quen, khéo xử sự đóng vai trò người làm mối. Người này sẽ đến nhà gái đưa lời dạm hỏi có tính chất thăm dò. Nhà gái thường không bày tỏ quan điểm ngay để có thời gian tìm hiểu thêm thông tin về gia đình và bản thân người con trai do vậy sau đó ít lâu, người làm mối lại viếng thăm nhà gái một lần nữa.
- Nếu lời dạm hỏi được nhà gái chấp thuận, nhà trai cử người làm mối mang chim nhạn đến nhà gái với hàm ý đã kén chọn ở nơi ấy, nghi thức này gọi là lễ nạp thái. Sau đó, nhà trai lại cử người làm mối đến xin giờ, ngày, tháng, năm sinh của cô gái đồng thời trao cho nhà gái những thông tin tương tự về chàng trai. Vì việc trao đổi có 8 thông tin tất cả nên gọi là lễ bát tự hay vấn danh, nhà giàu thì nhà trai có lễ cho nhà gái còn nhà nghèo thì có thể không cần. Các thông tin bát tự trao đổi được hai bên dùng để xem tử vi, xem bói nhằm xác định số mệnh của chàng trai và cô gái có tương hợp hay không. Việc hôn nhân có thể bị hủy bỏ khi kết quả cho rằng số mệnh của họ không hợp nhau. Trường hợp ngược lại, nhà trai sẽ làm lễ nạp cát - thông báo cho bên nhà gái biết rằng đã có tin mừng, số mệnh chàng trai và cô gái hợp nhau, đến đây việc hôn nhân coi như đã được quyết định.
- Tiếp theo, cha mẹ chàng trai lúc này mới tham gia cùng người làm mối mang đò sính lễ đến nhà gái làm lễ nạp tệ, việc hôn nhân coi như đã thành và chỉ còn chờ ấn định ngày giờ (lễ thỉnh kỳ) để nhà trai đến nhà gái rước cô dâu về (lễ thân nghinh). Người làm mối chấm dứt vai trò và được tạ ơn bằng hiện vật và/hoặc tiền.

Tuy nhiên, ở Việt Nam, chỉ tiến hành 3 nghi thức là lễ dạm (tương đương với nạp thái và vấn danh), lễ ăn hỏi (nạp tệ) và thân nghinh (rước dâu).

## Làm mối ngày nay

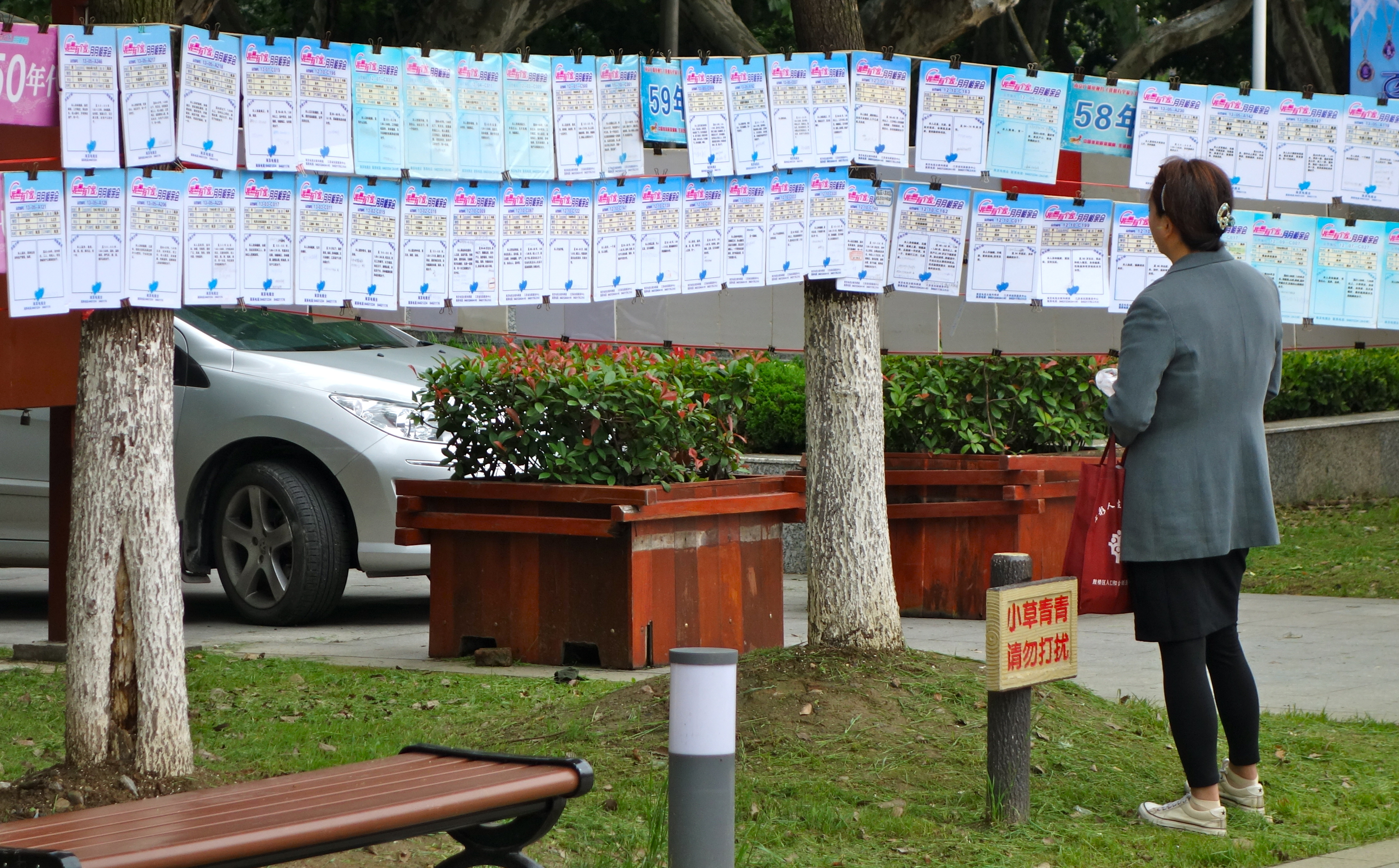
Một phụ nữ Trung Quốc đang xem danh sách những bạn đời tiềm năng được đăng công khai

Trong xã hội hiện đại, hôn nhân chủ yếu do các bên trực tiếp cấu thành cuộc hôn nhân quyết định nên việc làm mối theo các nghi thức nêu trên hầu như không còn tồn tại. Làm mối trong ngôn ngữ hiện nay được hiểu là việc giới thiệu cho các bên làm quen với mục đích có thể tiến tới hôn nhân. Sau đó người giới thiệu có thể cung cấp thông tin, tư vấn thêm chứ không đóng vai trò của người làm mối như trong các nghi thức thời phong kiến nữa. Để đáp ứng nhu cầu làm quen này, đã hình thành một số tổ chức đóng vai trò làm mối và thu phí của những người tham gia.

## Làm mối trong văn học
- Ca dao:

Ở đời có bốn cái ngu
Làm mai, gánh nợ, gác cu, cầm chầu
Đường xa thì thật là xa
Mượn mình làm mối cho ta một người.
- Truyện Kiều:

Chút chi gắn bó một hai,
Cho đành rồi sẽ liệu bài mối manh.
Ghế trên ngồi tót sỗ sàng
Buồng trong mối đã giục nàng kíp ra.